# رابرت کریلی

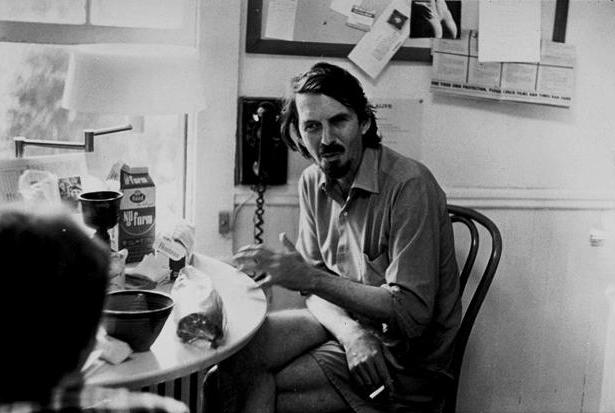
رابرت کریلی.

رابرت کریلی (به انگلیسی: Robert Creeley)، شاعر پسامدرن آمریکایی است.

## زندگی
کریلی در ۲۱ مه سال ۱۹۲۶ به دنیا آمد. او با چارلز اولسون دیگر شاعر پست مدرن آمریکا آشنایی داشت. از کریلی بیش از ۶۰ کتاب شعر به چاپ رسیده است.
رابرت کریلی در سال ۲۰۰۵ در سن ۷۸ سالگی درگذشت.